# 全国文化信息资源共享工程
全国文化信息资源共享工程，简称文化共享工程，是中华人民共和国文化部于2002年发起的一个计划，中国政府称发起这个工程是利用现代高新技术手段，整合中华优秀传统文化和全国各类文化信息资源，通过通讯网络为社会公众享用。主要通过中华人民共和国辖区下的图书馆、博物馆、美术馆、艺术团、科研机构以及互联网、卫星、电视、手机等途径面向公众发布各类文化成果。